# Zaglavak
Zaglavak (Servisch cyrillisch Заглавак) is een plaats in de Servische gemeente Bajina Bašta. De plaats telt 566 inwoners (2002).